# Eh... già
Eh... già è una canzone del cantautore Vasco Rossi pubblicata il 7 febbraio 2011, giorno del suo cinquantanovesimo compleanno, primo singolo che anticipa la pubblicazione dell'album Vivere o niente uscito il 29 marzo.
Roberto Casini è l'autore della musica, una veloce ballad. Il brano ha debuttato alla posizione numero 1 della classifica ufficiale FIMI e dei brani più trasmessi in radio.

## Formazione
- Vasco Rossi - voce
- Matt Laug - batteria
- Claudio Golinelli - basso
- Stef Burns - chitarra
- Andrea Innesto - sax, cori
- Frank Nemola - tastiera, programmazione, cori
- Alessandro Magri - tastiera, archi
- Guido Elmi - programmazione
- Nicola Venieri - programmazione
- Clara Moroni - cori

## Video musicale
Il giorno precedente all'uscita ufficiale, Vasco Rossi ha pubblicato sul sito ufficiale e sul proprio profilo Facebook un video di backstage in cui canta la canzone in versione integrale.

## Classifiche
| Classifica (2011) | Posizione massima |
| ----------------- | ----------------- |
| Italia            | 1                 |

### Classifiche di fine anno
| Classifica (2011) | Posizione |
| ----------------- | --------- |
| Italia            | 6         |